# Jacquemontia nodiflora
Jacquemontia nodiflora är en vindeväxtart som först beskrevs av Louis Auguste Joseph Desrousseaux, och fick sitt nu gällande namn av George Don jr. Jacquemontia nodiflora ingår i släktet Jacquemontia och familjen vindeväxter. Inga underarter finns listade i Catalogue of Life.